# Bundesgymnasium und Bundesrealgymnasium Feldkirch
Das Bundesgymnasium und Bundesrealgymnasium Feldkirch (kurz: BG/BRG Feldkirch) ist eine allgemeinbildende höhere Schule in Feldkirch, Vorarlberg. Im Schuljahr 2022/23 wurden 740 Schüler von 73 Lehrern unterrichtet.

## Geschichte
Eine erste Erwähnung einer Feldkircher Lateinschule, die sich in der Nähe des Bludenzer Tores befand, ist um 1438 dokumentiert. 1648 beschloss der Stadtrat auf Drängen der Jesuiten, ein Gymnasium zu errichten. Der Bau dauerte zwei Jahre und die Kosten wurden von der Stadt übernommen. Schließlich erfolgte die Gründung am 7. April 1649. Unterrichtssprache war Latein. Es waren 30 Schüler und 2 Lehrer an der Schule. Beim Stadtbrand 1697 befand sich auch das Gymnasium unter den betroffenen Häusern und die Studierenden wurden ins ehemalige Siechenhaus nach Levis übersiedelt.
Unter Maria Theresia drohte eine Auflösung des Feldkircher Gymnasiums. Es gab Aufnahmsprüfungen in den Fächern Religion, Lesen, Schönschreiben, Latein (deklinieren, konjugieren, komparieren) und Rechnen. Der Schüler musste mindestens zehn Jahre alt sein und ein Zeugnis der deutschen Hauptschule besitzen. Ab 1785 wurde Schulgeld verlangt. Daraufhin verließen so viele Schüler das Gymnasium, dass auf dieses Geld wieder verzichtet werden musste. 1793 wurde die Rutenprobe als Strafe wieder eingeführt.
Um 1780 bestanden drei Grammatikalklassen (Fächer: Religionslehre, Latein, Griechisch, Geschichte, Geographie, Arithmetik, Algebra, Geometrie, Naturgeschichte, Physik, Deutsch, Schönschreiben und Gesang) und zwei Humanitätsklassen (Poesie, Rhetorik).

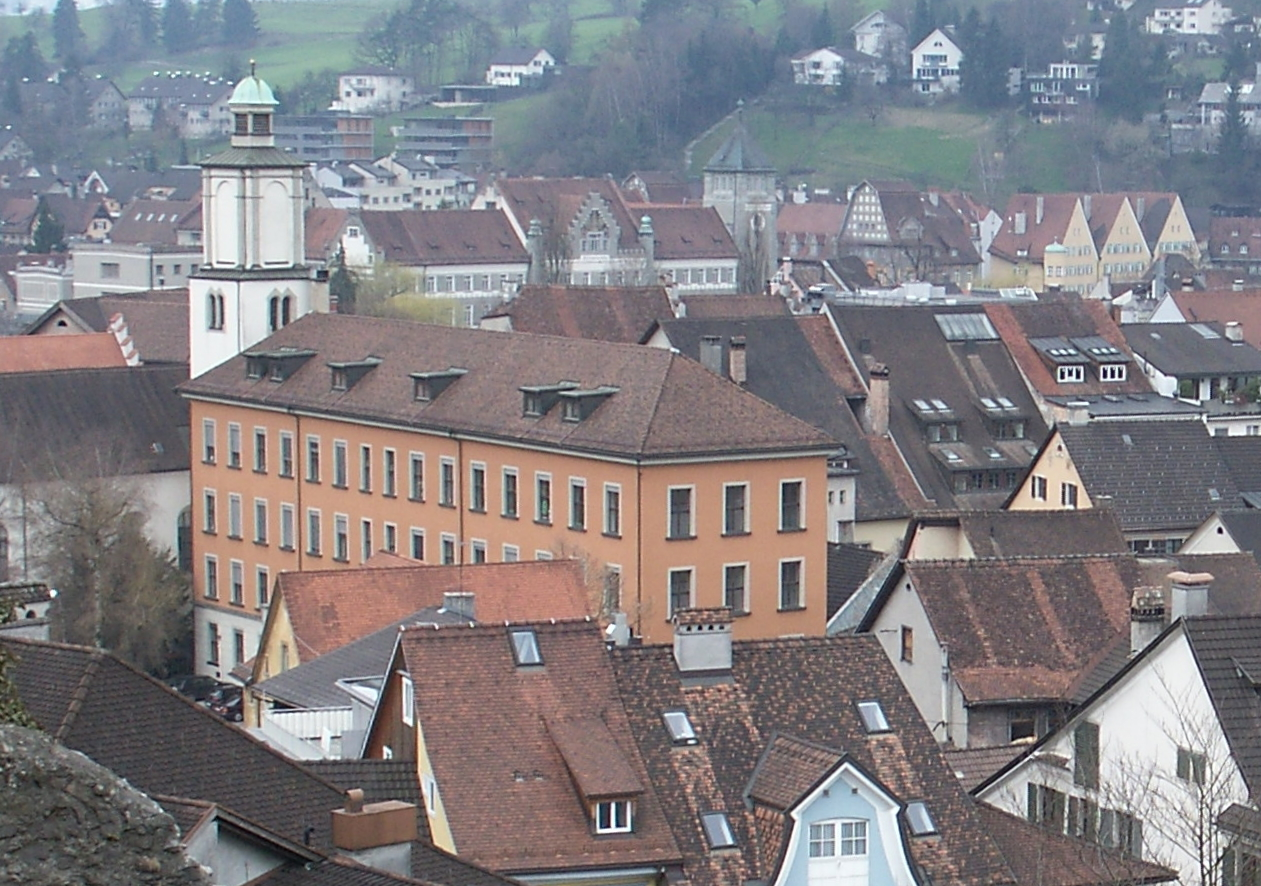
Die sogenannte „Kiste“ in der Feldkircher Altstadt beherbergte das Gymnasium von 1860 bis 1973

1809 wurde die Schule in das Prioratsgebäude, das heute die Stadtwerke beherbergt, übersiedelt. 1838 unterrichtete der erste weltliche Lehrer an einem Gymnasium. 1849 gab es den ersten Direktor als Anstaltsleiter. Am 19. November 1860 wurde das neue Gymnasialgebäude bei der Johanneskirche eingeweiht.
In den 1860er Jahren wurden die Jesuiten vom Vorarlberger Landtag zur Aufgabe der Leitung und Lehrtätigkeit am Feldkircher Stadtgymnasium gedrängt. Die Jesuiten gründeten in der Folge die „Stella Matutina“ in Feldkirch.
1869 wurde die Schule erstmals mit neu gewähltem weltlichem Lehrkörper geführt. 1910 kam die erste Schülerin an das Gymnasium. Während des Ersten Weltkriegs wurde die Schule als Reservelazarett verwendet. 1923 erhielt sie den Titel „Bundesgymnasium“.
1970 wurde in Altenstadt, Rebberggasse, das neue Gymnasium erbaut, das im Wintersemester 1973/74 den Schulbetrieb aufnahm. Im Jahr 2001 wurde ein Anbau fertiggestellt.

## Persönlichkeiten
Ehemalige Lehrer
- Josef Wichner (1852–1923), Schriftsteller (ebenfalls Schüler)
- Anton Schmutzer (1864–1936), Musiker (ebenfalls Schüler)
- Norbert Grebmer (1929–1983), akademischer Maler (ebenfalls Schüler)
- Werner Nagel (* 1937), Philologe
- Reinhold Bilgeri (* 1950), Musiker, Literat, Drehbuchautor und Filmemacher
- Harald Walser (* 1953), ehemaliger Abgeordneter im Österreichischen Nationalrat (Die Grünen)
- Franz Kabelka (* 1954), Schriftsteller
- Rainer Gögele (* 1956), ehemaliger Landesrat in der Vorarlberger Landesregierung (ebenfalls Schüler)

Ehemalige Schüler
- Hans Steiner (1884–1964), Schweizer Bundesrichter und Politiker (KVP)
- Carl Lampert (1894–1944), katholischer Geistlicher, von den Nationalsozialisten hingerichtet
- Wolfgang Gröbner (1899–1980), Mathematiker und Freidenker
- Meinrad Tiefenthaler (1902–1986), Historiker
- Carl Heinz Bobleter (1912–1984), österreichischer Diplomat und Politiker (ÖVP)
- Max Riccabona (1915–1997), Schriftsteller und Künstler
- Erwin Kräutler (* 1939), römisch-katholischer Bischof und Prälat von Xingu (Brasilien), Gewinner des alternativen Nobelpreises 2010
- Klaus Küng (* 1940), römisch-katholischer Bischof der Diözese St. Pölten
- Georg Sporschill (* 1946), Jesuit und Sozialseelsorger
- Michael Köhlmeier (* 1949), Schriftsteller
- Hans Jörg Schelling (* 1953), ehemaliger Finanzminister der Republik Österreich
- Wilfried Berchtold (* 1954), Bürgermeister von Feldkirch (1991–2019)
- Adolf Concin (* 1956), ehemaliger  Abgeordneter zum Vorarlberger Landtag (ÖVP)
- Barbara Schöbi-Fink (* 1961), Vorarlberger Landesrätin und Politikerin (nur Unterstufe)[3][4]
- Hans Sigl (* 1969), Schauspieler (Der Bergdoktor)
- Jan Hendrik Schön (* 1970), deutscher Physiker[5]
- Robert Kert (* 1971), Jurist und Universitätsprofessor